# Longipalpus sinuaticollis
Longipalpus sinuaticollis là một loài bọ cánh cứng trong họ Cerambycidae.